# Hoét Sulawesi
Hoét Sulawesi, tên khoa học Cataponera turdoides, là một loài chim trong họ Turdidae.